# 博爾-努爾湖
47°17′29″N 46°20′39″E / 47.29139°N 46.34417°E
博爾-努爾湖（俄语：Бор-Нур），是俄羅斯的湖泊，位於該國西南部，由卡爾梅克共和國負責管轄，處於裏海盆地，長1.3公里、寬0.2公里，面積約0.24平方公里。